# Full Circle (deadmau5)
Full Circle è il primo EP realizzato dal disc jockey e produttore discografico canadese deadmau5. 
L'EP viene pubblicato per la prima volta in CD nel 2015 e in vinile argentato nel 2022.

## Tracce
Musiche di Joel Zimmerman.
1. Turning Point
2. Mr. G
3. 1981 (Adam K Remix)
4. 1981 (Minimal Remix)
5. Cyclic Redundancy
6. Templar
7. Subvert